# 亞拉
亞拉（西班牙語：Yara）是古巴的城鎮，属格拉瑪省，始建於1912年，面積576平方公里，海拔高度30米，2004年人口59,415，人口密度為每平方公里103.2人。